# Bhagwan Samaye Sansar Mein
Bhagwan Samaye Sansar Mein (Hindi: भगवान समाये संसार में bhagavān samāye saṃsār meṃ) ist ein indischer mythologischer und Heiligen-Film von Satish Kumar aus dem Jahr 1976. Er befasst sich lose mit dem Heiligen Eknath (1533–1599).

## Handlung
Gott Vishnu und seine Frau Lakshmi werden von dem Boten Narad über Grausamkeiten des Priesters Mahant gegenüber Niederkastigen informiert. Vishnu teilt ihm mit, dass bereits in Paithan ein Anhänger namens Eknath, der Enkel von Chakrapani, geboren worden sei, der für Gleichheit unter den Menschen sorgen wird.
Eknath wächst in Paithan auf und ist mit der Waisen Girija befreundet, die bei ihrer Tante lebt. Als Anführer einer Kinderbande, die Laddus und Mangos stiehlt und den ganzen Ort in Atem hält, zieht er den Unmut des Priesters Mahant auf sich. Guru Janardhan Swami nimmt ihn mit in seinen Ashram, wo er sich auf Religiosität besinnen kann. Doch schon nach kurzer Zeit zieht er auf seiner Suche nach Gott aus in den Wald zum Meditieren.
Die Zeit vergeht und in Paithan wartet unterdessen Eknaths Kindheitsfreundin Girija auf seine Rückkehr. Aber ihre Tante will sie mit Amar, dem Assistenten des Priesters Mahant verheiraten, wogegen sie sich erfolgreich wehrt. Eknaths Meditation gefällt Gott Vishnu so sehr, dass er Eknath seinen Boten Narad sendet und ihn segnen lässt. Eknath heiratet Girija. Gemeinsam mit ihr pilgert er zu wichtigen religiösen Tempeln – den Char Dham Dwarka, Badrinath, Puri und Rameswaram. Wieder zurück in Paithan predigt und singt er für die einfachen Menschen, der Priester hingegen nur für Brahmanen. Weiteren Ärger verursacht Eknaths Sorge um arme und kranke Unberührbare. Vishnu und Lakshmi mischen sich selbst in menschlicher Gestalt unter das Volk, um die Geschehnisse aus der Nähe zu beobachten. Durch die Verführungskünste der Tänzerin Kamini will Mahant Eknath verführen lassen, um dessen Heiligkeit zu diskreditieren, aber der Plan scheitert. Schließlich beschuldigt Mahant Eknath öffentlich ein Betrüger zu sein und sperrt ihn vorübergehend ins Gefängnis. 
Mit dem Sudarshan Chakra jagt Vishnu den Priester Mahant davon. Geläutert kehrt er mit Eknath in den Tempel zurück, wo fortan alle Vishnu und Lakshmi verehren.

## Filmmusik
Die Liedtexte zur Musik von Anil Mohile und Arun Paudwal schrieb B. D. Mishra. Als Playbacksänger sind Mukesh, Mahendra Kapoor, Asha Bhosle, Anuradha Paudwal und Usha Mangeshkar zu hören. Eine Auswahl:
| Lied                                  | Sänger                   |
| ------------------------------------- | ------------------------ |
| Chahey Dekho Jal Mein                 | Mukesh, Anuradha Paudwal |
| O Bairagi Ban Anuragi                 | Asha Bhosle              |
| Aaj Baba Ayenge Prem Ki Ganga Layenge | Usha Mangeshkar          |